# آلمادا
آلمادا (به پرتغالی: Almada) یک شهر و شهرستان در پرتغال است که در آلمادا واقع شده‌است.
آلمادادر فاصله ۳٫۵۵ کیلومتری از شهر لیسبون (پایتخت کشور پرتغال) قرار دارد.

## خصوصیات
آلمادا ۱۷۴٬۰۳۰ نفر جمعیت بر اساس سرشماری سال ۲۰۱۱ دارد.

## خواهرخوانده
شهرهای Sal, Regla و پورتو امبیم، آنگولا خواهرخوانده‌های آلمادا هستند.